# Abietinaria pacifica
Abietinaria pacifica är en nässeldjursart som beskrevs av Eberhard Stechow 1923. Abietinaria pacifica ingår i släktet Abietinaria och familjen Sertulariidae. Inga underarter finns listade i Catalogue of Life.